# James Alexander Campbell
James Alexander Campbell, britanski general, * 3. december 1886, † 3. februar 1964.